# 이시이 데루오
이시이 데루오(일본어: 石井輝男)는 일본의 영화감독이다.

## 작품

### 1999년
- 지옥

### 1969년
- 에도가와 란포 전집 공포기형인간

### 1960년
- 황색지대
- 흑색지대

### 1957년
- 육체여배우살인 오인의 범죄자